# Swissgas
Die Swissgas, Schweizerische Aktiengesellschaft für Erdgas mit Sitz in Zürich ist eine Schweizer Fernleitungsnetzbetreiberin. Sie beschafft und transportiert auf Non-Profit-Basis Erdgas im Auftrag der vier schweizerischen regionalen Erdgasversorgungsunternehmen  Gasverbund Mittelland, Gaznat, Erdgas Ostschweiz und Erdgas Zentralschweiz. Bei diesen wird, ebenfalls auf Non-Profit-Basis, der Erdgasbedarf der zahlreichen schweizerischen lokalen Erdgasversorger zusammengefasst.
Swissgas betreibt in der Schweiz ein eigenes, 258 Kilometer langes Hochdruckleitungsnetz, ist an der Transitleitung durch die Schweiz beteiligt und verfügt über Transportrechte im Ausland. 2018 beschaffte das Unternehmen rund 13.8 TWh Erdgasmenge. Auch Biogas wird in das Netz eingespiesen.
Das Unternehmen wurde 1971 gegründet und nahm 1974 die Erdgasbeschaffung auf. Die Gesellschaft befindet sich vollständig im Besitz der vier regionalen Regionalgesellschaften, Erdgas Ostschweiz AG (25,98 %), Gasverbund Mittelland AG (25,98 %), Gaznat SA (25,98 %) und Erdgas Zentralschweiz AG (5,61 %) sowie dem Verband der Schweizerischen Gasindustrie (16,45 %).
Swissgas seinerseits hält 51 Prozent an der Transitgas AG in Zürich, der Betreiberin des Schweizer Erdgas-Transportsystems.